# Ogcodes victoriensis
Ogcodes victoriensis este o specie de muște din genul Ogcodes, familia Acroceridae. A fost descrisă pentru prima dată de Enrico Adelelmo Brunetti în anul 1926. Conform Catalogue of Life specia Ogcodes victoriensis nu are subspecii cunoscute.